# Rhizomática

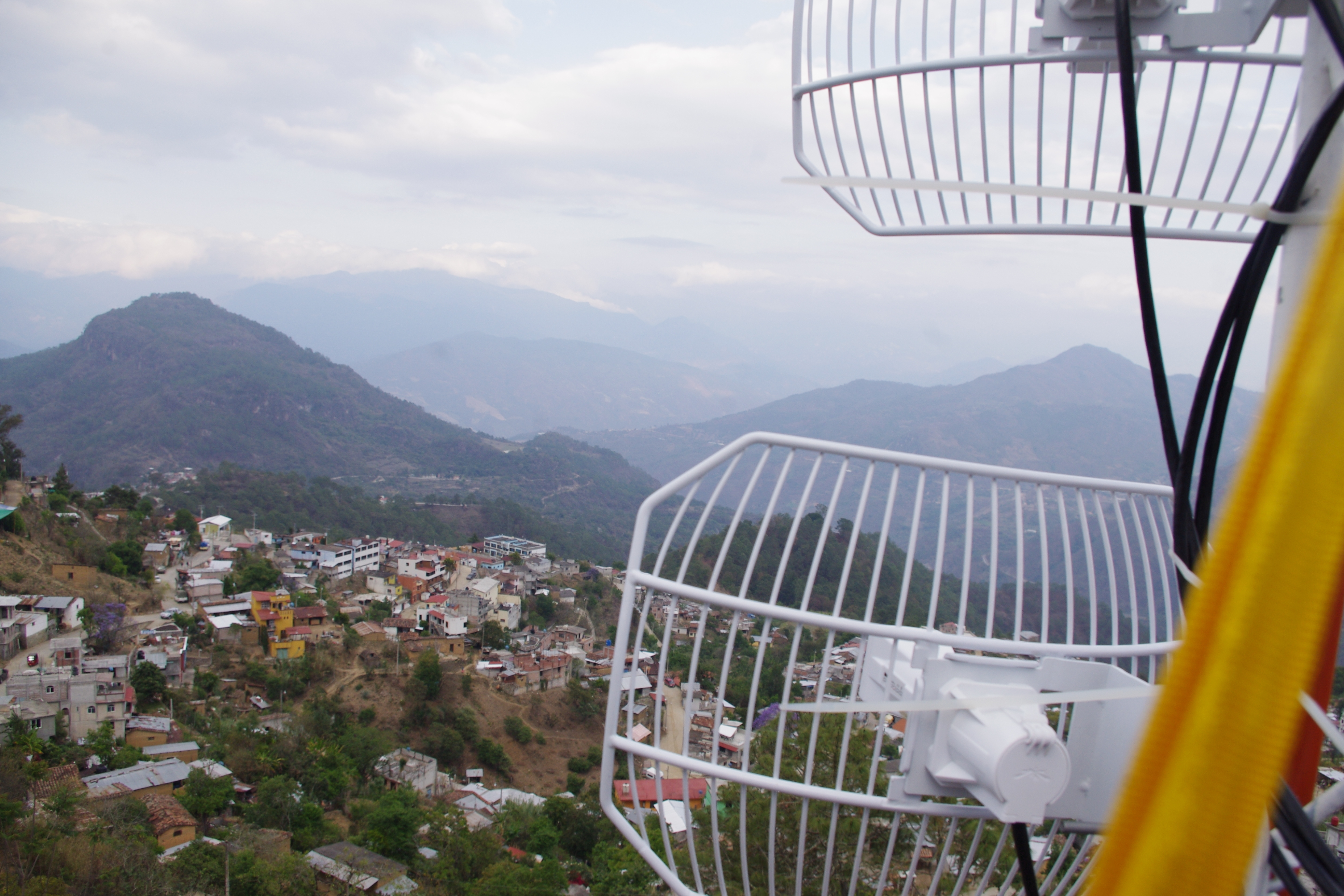
Antena de Rhizomática en Santa María Alotepec, Oaxaca.

Rhizomática es una asociación civil fundada por Peter Bloom dedicada a incrementar el acceso a las comunicación inalámbrica y a las tecnologías de la información y la comunicación, principalmente en poblaciones rurales e indígenas en donde las empresas proveedoras de dichos servicios ya existentes no tienen interés. Cuenta con labores en Nigeria y México, en donde trabaja en la implementación, mantenimiento y operación de una red comunitaria de telefonía celular GSM en el estado de Oaxaca.

## Historia
El trabajo de Rhizomática en Nigeria inició en 2009, con el proyecto Mesh-Casting News in the Port Harcourt Waterfronts, un sistema de comunicación entre teléfonos celulares basado en el proyecto Serval Project. Dicho sistema permite el establecimiento de un sistema de comunicación basada en una red en malla entre teléfonos celulares en una determinada zona sin usar las redes móviles de los proveedores de servicios, ya sea por su inexistencia o porque pueden estar sujetas a espionaje o vigilancia masiva. El proyecto fue financiado por las organizaciones Amnistía Internacional e Internews.
En el caso de México, el trabajo de Rhizomática inició en 2008 en la comunidad de Villa Talea de Castro, Oaxaca. En el país no existen obligaciones legales para que las empresas proveedoras de servicios móviles provean a todo el territorio de conectividad móvil, y en el caso de esta comunidad las empresas habían rechazado la instalación de una extensión de su red móvil al no encontrarla rentable. Rhizomática trabaja con poblaciones, asociaciones civiles indígenas, proyectos comunitarias de comunicación como radios comunitarias y asambleas comunitarias, en donde gestiona la instalación y puesta en marcha de antenas de bajo costo y los servidores basados en software libre y software abierto para iniciar el servicio telefónico bajo suscripción que funcionan bajo tecnología 2G GSM. Luego, colabora en el mantenimiento y capacita a responsables por comunidad en la operación y servicio técnico de los sistemas.
A noviembre de 2015, la telefonía comunitaria indígena funcionaba para entre 2500 y 3000 suscriptores en las siguientes 19 comunidades de la sierra mixe, zapoteca y mixteca:
- Sector Cajonos (San Mateo Cajonos, San Pablo Yaganiza, San Pedro Cajonos, Santo Domingo Xagacia, San Miguel Cajonos, San Francisco Cajonos)
- San Ildelfonso Villa Alta
- San Jerónimo Progreso
- San Juan Yaeé
- San Miguel Huautla
- Santa Ana Tlahuitoltepec
- Santa Inés de Zaragoza
- San Juan Tabaá
- Santa María Yaviche
- Santa María Alotepec
- Santiago Ayuquililla
- Villa Talea de Castro

Cada usuario del servicio paga una cuota mensual a una cooperativa por población que permite la operación y el mantenimiento de la red, costo que resulta más barato que la de los servicios habituales que hay en el país. Si se desea hacer una llamada fuera de la red comunitaria, se paga un costo adicional al usar servicios de voz sobre protocolo de internet para la interconexión.
Las y los representantes de cada una de las comunidades se constituyeron en octubre de 2015 como Telecomunicaciones Indígenas Comunitarias A.C., una asociación civil que tuvo como fundadores y socios a dichos representantes con el fin de garantizar que el servicio permanezca gestionado de manera comunitaria.